# Клоринда Матто де Турнер
Клоринда Матто де Турнер (ісп. Clorinda Matto de Turner; 11 листопада 1854, Куско — 25 жовтня 1909, Буенос-Айрес) — перуанська письменниця раннього періоду латиноамериканської незалежності. Її особиста незалежність надихала жінок її регіону, а твори породжували численні суперечки у перуанському суспільстві.

## Біографія
Клоринда Матто народилася і виросла в Куско. Її батька звали Рамоном Торресом Мато, а мати — Гриманес Консепсьйон Усандіварес. Коли померла її мати, Клоринда стала відома у місті як Лілія Анд (Azucena de los Andes). Вона була хрещена під іменем Гриманеса Мартіна Мато, але друзі й родина звали її Клориндою. Спочатку в її прізвищі «Матто» була присутня одна літера «T», але через своє захоплення інкської культурою вона додала ще одну «T» щоб надати імені інкський відтінок.
Протягом свого дитинства і юності в Куско, колишньої столиці інків, Матто проводила багато часу в родинному маєтку, Паулло Чіко, розташованому біля села Койя (Coya). Клоринда навчалася у школі, тепер відомій як Escuela Nacional de Educandas (Національна жіноча середня школа). Вона спеціалізувалася в галузі незалежних досліджень, що включали філософію, природознавство і фізику. Мато покинула школу у віці шістнадцяти років, щоб проводити більше часу зі своїм братом та батьками. У 1871 році, у віці 19 років, вона вийшла заміж за багатого землевласника, англійця доктора Тюрнера.
Невдовзі після весілля вони переїхали до міста Тінта, де прожили 10 років. У Тінті Матто де Турнер пізнавала дві історії Перу: колоніального періоду та періоду інків. Вона чимало вивчила про культуру корінних народів, захоплюючись її особливостями. Знання про культуру індіанців мали великий вплив на більшість її текстів. Працювала журналісткою у місцевих та іноземних газетах. У 1878 році Матто де Турнер заснувала журнал El Recreo de Casco, присвячений літературі, науці, мистецтву та освіті.
Вона стала відома своїми літературними творами, в яких з позитивного боку зображала життя індіанців. Незважаючи на своє біле походження, вона була не згодна з репресивними методами управління індіанським населенням Перу, використавши свої твори як розповідь від їхнього імені. У своїх творах Матто виступала також за покращення становища жінок у суспільстві.
У 1881 році помер її чоловік, довівши свій маєток до банкрутства. Через неможливість з фінансових причин залишатися в Тінте Матто де Турнер переїхала до Арекіпи, де почала працювати головною редакторкою газети La Bolsa Americana. У цей час вона опублікувала 2 томи «Tradiciones cuzqueñas» («Традицій Куско»), один в 1884 і другий в 1886 році. Вона також є авторкою драми Himacc-Suacc (1884) і перекладачкою Євангеліє мовою кечуа, рідною для корінного населення Перу. Крім своєї літературної діяльності, вона також займалася і громадською, зокрема організувала збір коштів на створення лінкору Almirante Grau.
Матто де Турнер зрештою переїхала до Ліми, але й там через її політичні публікації часто постало питання про можливе більш безпечне життя за межами Перу. У Лімі вона брала участь у різних літературних організаціях та видавництвах. У 1887 році Матто де Турнер стала директоркою El Peru Ilustrado, де публікувала свої романи. З 1889 по 1895 рік вона надрукувала 3 романи: Aves Sin Nido («Птахи без гнізда»), Indole («Символ») та Herencia («Спадщина»). У своїх романах вона розповідали про індіанців, позбавлених будь-яких цивільних прав, пригнічених суспільством і священикам, що потурають всьому цьому. Найвідомішим твором Матто де Турнер був роман «Птахи без гнізда» («Aves Sin Nido», 1889). Цей роман зажив скандальної слави через те, що в ньому розповідалося про кохання між білим чоловіком та індіанською жінкою, що вважалося ганьбою в Латинській Америці того часу. Причина через яку герої не могли бути разом і яка розкрилася по ходу дії полягала в тому, що вони обидва були породженням розпусти одного і того ж священика. Матто де Турнер опублікувала у своїй газеті El Perú Illustrado також дуже контроверсійний роман бразильського письменника Енріке Коельо Нето. Все це призвело до її відлучення від церкви архієпископом.
У 1895 році Ніколас де П'єрола, президент Перу, змусив її залишити Перу. Вона переїхала до Буенос-Айреса в Аргентину, де продовжила свою літературну діяльність. У 1900 році вона написала «Boreales, Miniaturas y Porcelanas» (Північники, мініатюри і порцеляни), збірка есе, що включала «Narraciones históricos», важливу історіографічну працю, що показує зокрема бажання Клоринди повернутися на Батьківщину. У Буенос-Айресі вона заснувала часопис для родин «Búcaro Americano» ; також проводила публічні лекції та написала безліч статей для місцевої преси. Більшість свого часу вона працювала професором у місцевому університеті. У 1908 році вона вперше у своєму житті відвідала Європу, задокументувавши свої враження від цієї поїздки у книзі «Viaje de Recreo» («Подорож для відпочинку»). Книга була опублікована в газеті після її смерті у 1909 році.

## Перші видання творів
Традиції та легенди
- Perú: Tradiciones cuzqueñas. Arequipa: «La Bolsa», 1884.
- Tradiciones cuzqueñas. 2 vols. Ліма: Torres Aguirre, 1886.
- Leyendas y recortes. Lima: «La Equitativa», 1893.

Художня література
- Aves sin nido. Lima: Imprenta del Universo de Carlos Prince, 1889.
- Índole. Lima: Imprenta Bacigalupi, 1891.
- Herencia. Lima: Imprenta Bacigalupi, 1893.

Біографія, епістолярна проза, подорожі та нариси
- Bocetos al lápiz de americanos célebres. Lima: Peter Bacigalupi, 1889.
- Boreales, miniaturas y porcelanas. Buenos Aires: Juana A. Alsina, 1909.
- Cuatro conferencias sobre América del Sur. Buenos Aires: Juan A. Alsina, 1909.
- Viaje de recreo: España, Francia, Inglaterra, Italia, Suiza, Alemana. Valencia: F. Sempere, 1909.

Театр
- Hima-Sumac: Drama en tres actos y en prosa. Lima: «La Equitativa», 1893.